# 小諸村田製作所
株式会社小諸村田製作所（こもろむらたせいさくしょ、英: Komoro Murata Manufacturing Co., Ltd.）は、長野県小諸市に本社・工場を置く電気機器メーカー。ルネサス東日本セミコンダクタ長野デバイス本部の事業を譲り受け、2012年3月に発足した。

## 沿革
前身となる日立製作所小諸分工場は1967年4月1日にトランジスタやダイオードの生産を開始した。その後、ハイブリッドICや高周波モジュールなどの製造を行った。2003年4月1日、日立製作所と三菱電機の半導体事業統合に伴い、ルネサス テクノロジ（2010年4月1日よりルネサス エレクトロニクス。以下、「ルネサス」）の子会社であるルネサス東日本セミコンダクタの長野デバイス本部（以下、「東セミ長野」）となる。2011年7月29日、ルネサスと村田製作所は、ルネサスのパワーアンプ事業およびパワーアンプの製造を行う東セミ長野の事業譲渡に合意し、同年10月31日に譲渡契約を締結した。日本国外における独占禁止法の審査のため、当初予定していた2012年2月1日から1ヶ月遅れの3月1日に事業譲渡を完了。東セミ長野は新会社の株式会社小諸村田製作所として事業を継承した。

## 製品
- 携帯電話・スマートフォン向けパワーアンプモジュール
- DRAMモジュール